# Хау, Генри
Генри Аспинуолл Хау (англ. Henry Aspinwall Howe, 8 июля 1815 — 12 февраля 1900) — канадский шахматист и шахматный функционер. Чемпион Канады 1877 г. (турнир состоялся в Квебеке). Президент Монреальского шахматного клуба. Вице-президент Канадской шахматной ассоциации.
Юрист по специальности. Имел степень доктора права и ученое звание профессора.
В некрологе Хау отмечается, что его интересы были очень разнообразны. Помимо юриспруденции и шахмат, он увлекался математикой, был неплохим художником и музыкантом-любителем.

## Спортивные результаты
| Год  | Город  | Соревнование     | + | − | = | Результат | Место |
| ---- | ------ | ---------------- | - | - | - | --------- | ----- |
| 1875 | Оттава | Чемпионат Канады |   |   |   |           | [ 2 ] |
| 1877 | Квебек | Чемпионат Канады |   |   |   |           | 1     |